# Halomarina
Genre
Espèces de rang inférieur
- Halomarina oriensis

Halomarina est un genre d'archées halophiles de la famille des Halobacteriaceae.